# Bioclimatologia medica
La bioclimatologia medica è una scienza interdisciplinare nella quale convergono ricerche di tipo tecnico-scientifico e biomediche che consentono di verificare le relazioni fra le variazioni meteorologiche e climatiche (climate change).

## Le scienze collegate
La bioclimatologia medica si interessa di diversi rami di indagine scientifica tra i quali la meteorologia, la climatologia, le scienze ambientali e la medicina. Essa mira a evidenziare gli influssi di diversi fattori atmosferici sullo stato psicofisico dell'uomo. Più in generale si prefigge di analizzare scientificamente le interazioni fra l'uomo e l'ambiente circostante attraverso la caratterizzazione di condizioni fisiche atmosferiche e l'analisi di eventuali variazioni di parametri fisiologici e/o patologici a esse riconducibili.

## Bioclimatologia e patologia
La bioclimatologia medica fa riferimento a diverse patologie umane, come, ad esempio, alla neuropsicoimmunoendocrinologia, alle malattie artroreumatiche, alle affezioni dell'apparato respiratorio, alle malattie a carico dell'apparato cardiovascolare, a quelle del sistema dermatologico e immunologico, alle patologie geriatriche. Sono numerose le scuole di farmacologia, in particolare quelle israeliane e svizzere, che hanno indagato sui meccanismi d'azione del rapporto meteo-clima-uomo e che sembrano coinvolgere complesse reazioni neurormonali. Un deficit nella capacità di adattamento dell'organismo umano dovuto a cause ambientali esterne può provocare vere e proprie sindromi meteoroclimatopatiche anche di origine ambientale, come ad esempio quelle generate dalle sostanze inquinanti come le polveri sottili.

## Gli indici biometeoclimatici
Gli indici biometeoclimatici sono molto importanti in biometeorologia e bioclimatologia medica. Sono calcolati con formule matematiche che consentono di valutare le situazioni fisio-patologiche umane (dal benessere al disagio fisiologico causati dal caldo o dal freddo umido) sulla base di correlazioni fra i valori espressi dai diversi parametri meteorologici (temperatura, umidità relativa, vento, pressione atmosferica). Nei testi scientifici vengono denominati anche indici bioclimatici. Occorre precisare che tali indici forniscono indicazioni valide solo in caso di eventi meteoclimatici estremi.